# Baleka Mbete
Baleka Mbete-Kgositsile (Transvaal, Sudáfrica; 24 de septiembre de 1949), también conocida como Baleka Mbete, es una política sudafricana que fue Vicepresidenta de Sudáfrica desde 2008 hasta 2009. Previamente fue presidenta de la Asamblea Nacional de Sudáfrica desde 2004 hasta el 2008.
Fue elegida Presidenta Nacional del CNA en el 2007 y reelecta en 2012.

## Profesora
Ella recibió el certificado de maestra en el Lovedale Teachers' College y enseñó en Durban.

## Política
Después de ir al exilio. Mbete enseñó en Mbabane, y luego trabajó para el Congreso Nacional Africano en varias otras ciudades africanas entre Dar es Salaam y Nairobi, Gaborone, Harare, Lusaka.
Ella llevó el Medu Art Ensemble, era el Secretario General de la Liga de mujeres del CNA desde 1991 a 1993 y el portavoz adjunto de la nacional Asamblea de Sudáfrica desde 1996 a 2004.
Mbete fue miembro de la Comisión verdad y reconciliación, el Comité Ejecutivo Nacional del CNA, el Panel presidencial y el Parlamento Panafricano.
En el año 2007 Mbete fue elegido presidente nacional del CNA.
Dirigió el Medu Art Ensemble, y fue Secretaria General de la Liga de mujeres de la CNA desde 1991 a 1993 y también portavoz adjunto de la Asamblea Nacional de Sudáfrica desde 1996 a 2004.
Mbete fue miembro de la Comisión verdad y reconciliación, el Comité Ejecutivo Nacional de la CNA y el Parlamento Panafricano.
En el año 2007 Mbete se convirtió en la presidenta nacional de la CNA.

## Negocios
Mbete es accionista del Dyambu Holdings, que está implicado en la construcción del proyecto de transporte público masivo en Gautrain en la provincia de Gauteng. En Dyambu Holdings se divulga que pudo haber tenido vínculos con el magnate asesinado Brett Kebble.

## Vicepresidenta

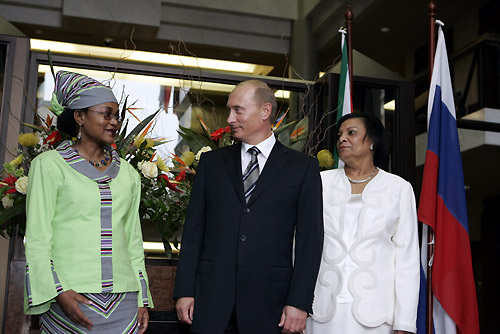
Baleka Mbete se reúne con el presidente ruso Vladímir Putin durante 2006 en su visita a Sudáfrica.

El 20 de septiembre de 2008, el Congreso Nacional Africano solicitó formalmente al presidente Thabo Mbeki dimitir su cargo como Presidente de Sudáfrica. Mbete aceptó la renuncia de Mbeki el 21 de septiembre.
Antes del 22 de septiembre, se especulaba que Mbete sería la próxima sucesión de Mbeki, y que se le haría a ella la distinción de primera mujer jefe de Estado en la historia de Sudáfrica; Sin embargo, el CNA anunció que Kgalema Motlanthe, la vicepresidenta de la ANC, asumiría esa posición. El 23 de septiembre, Mbete fue anunciada por la SABC para ser el candidata más probable para el cargo de Vicepresidenta de Sudáfrica tras renuncia de Phumzile Mlambo-Ngcuka en esa posición, aunque otros informes habían indicado que Lindiwe Sisulu hubiera asumido esa posición.
El 25 de septiembre de 2008, fue nombrada por Motlanthe como Vicepresidenta. el 10 de mayo de 2009 fue reemplazada como Vicepresidenta por el entrante presidente Jacob Zuma, siendo designado Motlanthe como su suplente.